# Stephen Decatur Miller
Stephen Decatur Miller (* 8. Mai 1787 in den Waxhaws, South Carolina; † 8. März 1838 in Raymond, Mississippi) war ein US-amerikanischer Politiker (Nullifier Party) und von 1828 bis 1830 Gouverneur von South Carolina. Diesen Bundesstaat vertrat er außerdem in beiden Kammern des Kongresses.

## Frühe Jahre und politischer Aufstieg
Stephen Miller absolvierte 1808 das South Carolina College und studierte anschließend Jura. Nach seiner im Jahre 1811 erfolgten Zulassung als Rechtsanwalt übte er diesen Beruf in Sumterville aus. Seine politische Laufbahn begann im Jahr 1817 mit seiner Wahl in das US-Repräsentantenhaus in Washington, D.C. Dort verblieb er zwei Jahre bis 1819, ehe er wieder als Anwalt tätig wurde. Von  1822 bis 1828 saß er im Senat von South Carolina. Dort erlebte er den beginnenden Konflikt mit der Bundesregierung in Washington, der in der Nullifikationskrise gipfelte.

## Gouverneur von South Carolina
Ende 1828 wurde Miller von den Abgeordneten des Parlaments zum neuen Gouverneur gewählt. Diese Wahl verdankte er vor allem seiner Haltung hinsichtlich der Nullifikationskrise und seinem Einsatz für die Rechte der Einzelstaaten gegenüber der Bundesregierung. Seine gesamte Amtszeit, die am 1. Dezember 1828 begann und zwei Jahre später, am 1. Dezember 1830 endete, war von diesem Konflikt geprägt. Hierbei ging es um Schutzzölle, die die US-Regierung auf Importe erhoben hatte. South Carolina sah darin eine Behinderung seiner Wirtschaft. In South Carolina war man der Meinung, dass man die Gesetze für nichtig erklären könne, weil sie dem Staat schadeten. Die Bundesregierung in Washington, die seit März 1829 von Andrew Jackson geführt wurde, konnte dieser Argumentation natürlich nicht zustimmen. Eine Zustimmung zu der Haltung South Carolinas hätte dazu geführt, dass Bundesgesetze beliebig von den Einzelstaaten hätten außer Kraft gesetzt werden können. Gouverneur Miller verfochte den Standpunkt seiner Landsleute aus South Carolina. Darin wurde er auch von US-Vizepräsident John C. Calhoun unterstützt. Dieser trat wegen der Krise 1832 von seinem Amt zurück. Der Konflikt nahm während Millers Amtszeit an Schärfe zu und sollte erst 1832/1833 beigelegt werden. Zwischenzeitlich wurde in South Carolina sogar der Austritt aus der Union erwogen.

## Weitere Laufbahn
Miller konnte wegen einer Verfassungsklausel 1830 nicht direkt wiedergewählt werden und musste deshalb aus seinem Amt ausscheiden. Von 1831 bis 1833 vertrat er seinen Staat im US-Senat. Das war zu der Zeit, als die Nullifikationskrise ihren Höhepunkt erreichte. Er war auch Delegierter auf einem Kongress in South Carolina, auf dem über den Austritt aus der Union verhandelt wurde. Davon nahm man aber Abstand, weil man keine anderen Bundesstaaten fand, die sich einer Sezession anschließen wollten, und man sich schließlich mit der Bundesregierung auf einen Kompromiss einigte, der von Senator Henry Clay ausgearbeitet worden war. Im Jahr 1833 trat Miller aus gesundheitlichen Gründen aus dem Senat zurück. Er zog nach Mississippi und widmete sich für kurze Zeit dem Baumwollanbau. Dort starb er auch im Jahr 1838. Er war zweimal verheiratet und hatte insgesamt sieben Kinder.